# Hoverla
Hoverla (ukr. Говерла, Hoverla; mađ. Hóvár; rum. Hovârla; Goverla, polj. Howerla) je s 2.016 metara nadmorske visine najviša ukrajinska planina, dio je karpatskog gorja. Smještena je u zapadnoj Ukrajini, prema granici s Rumunjskom.
Padine Hoverle su prekrivene šumama bukve i smreke iznad kojih se nalazi pojas subalpskih livada koje se na ukrajinskom nazivaju polonyna. Na istočnim padima izvire rijeka Prut, pritoka Dunava.

## Vanjske poveznice
- Hoverla Guided Tour  Arhivirana inačica izvorne stranice od 28. rujna 2011. (Wayback Machine) (engl.)
- Говерла в переддень 2006 (ukr.)